# Джозеф Ракер
Джозеф Ракер (англ. Joseph Rucker; 1 січня 1887 — 21 жовтня 1957) — американський кінооператор, який виграв премію Американської кіноакадемії за найкращу операторську роботу до фільму «З Бердом на Південний полюс» разом з Віллардом ван дер Віром. Він провів 40 років свого життя, як оператор новин на Paramount News і NBC.

## Фільмографія
- З Бердом на Південний полюс / With Byrd at the South Pole (1930)